# Escudo báltico

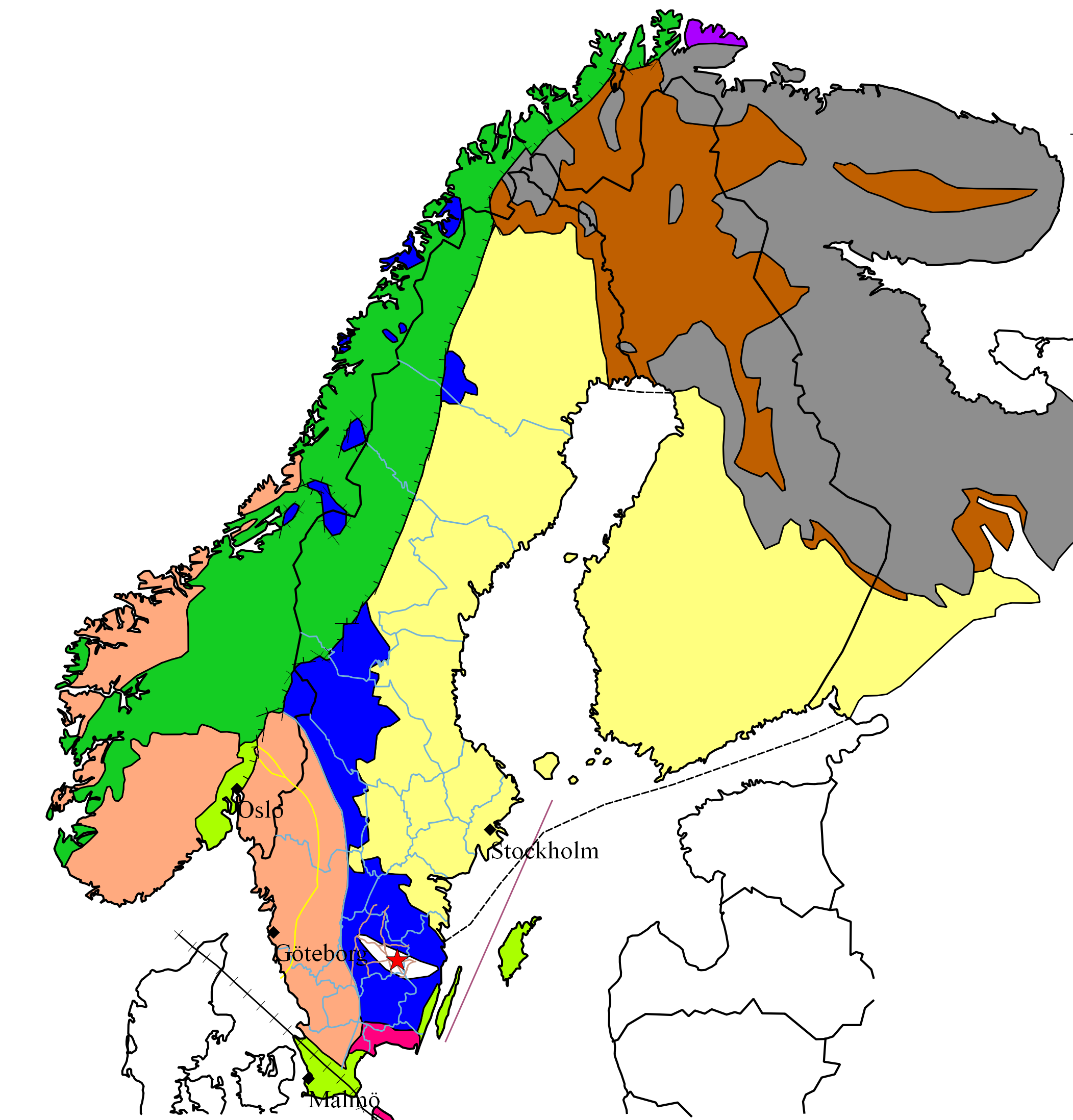
Provincias geológicas del Escudo Báltico

El Escudo Báltico (a veces llamado el Escudo Fenoscándico) se encuentra en Fenoscandia (Noruega, Suecia y Finlandia), al noroeste de Rusia y bajo el mar Báltico abarcando gran parte de Polonia, Dinamarca, el norte de Alemania y los Países Bálticos como Lituania, Letonia y Estonia así como zonas vecinas de Rusia (en especial la Ingria). Se caracteriza por un relieve muy llano con una gran cantidad de lagos de origen glaciar y turberas. El Escudo Báltico se define como el segmento noroeste precámbrico expuesto del Cratón europeo oriental. Está compuesto principalmente de gneis arqueano y proterozoico y rocas verdes que han pasado por numerosas deformaciones a través de actividad tectónica (véase Mapa de geología de Fenoscandia ).
El Escudo Báltico contiene las rocas más antiguas del continente europeo con un grosor litosférico de alrededor de 50 km. Durante la época del Pleistoceno, grandes capas de hielo barrieron y hundieron la superficie del escudo, dejando una fina cubierta de material glaciar e innumerables lagos y corrientes. El Escudo Báltico es aún rebote hoy tras el derritimiento de los gruesos glaciares durante el período cuaternario.
El Escudo Báltico está dividido en cinco provincias: las provincias Svecofeniana y Sveconoruega (o Gneis suroccidental) en Fenoscandia, y las provincias/cratones de Karelia, Belomoriana y Kola en Rusia. Las últimas tres están divididas ulteriormente en varios bloques y complejos y contienen las rocas más antiguas, a 2,5–3,4 Ga. El bloque Vodlozero en Karelia suroriental ha sido datada en 3,4 Ga. Las rocas más jóvenes pertenecen a la provincia Sveconoruega, con 900-1700 Ma de antigüedad. A veces incluidas como parte del Escudo Báltico es la Plataforma europea oriental (o Plataforma rusa), una zona de Rusia occidental cubierta por 3 km de roca sedimentaria.
Según el Museo Sueco de Historia Natural (2006), las rocas más antiguas del Escudo Fenoscándico se encuentran en el noreste, en la península de Kola, Karelia y Finlandia nororiental. Estas rocas arqueanas son principalmente gneises y cinturones verdes, ca. 1,9-2,5 Ga, y el cinturón de granulitas de Laponia colisional ca. 1,9 Ga. Algunas rocas aequeanas se encuentran también en el extremo norte de Suecia (condado de Norrbotten), y la corteza arqueana probablemente subraya gran parte de aquella zona. La mayor parte de Suecia septentrional y central, sin embargo, pertenece a la provincia Svecofeniana, junto con la parte suroccidental de Finlandia. El lecho de roca aquí formana 1,75-1,9 Ga durante la orogenia Svecofeniana (también conocida como Svecokareliana). Este lecho de roca incluye tanto rocas metasedimentarias y metavolcánicas y varias generaciones de granitoides, y alberga los depósitos ferrosos (de hierro y de sulfuro), los distritos de Skellefte (sulfuro) y Norrbotten (de hierro y sulfuro). 